# Nadieżda Cziżowa
Nadieżda Władimirowna Cziżowa, po mężu Barysznikowa (ros. Надежда Владимировна Чижова, po mężu Барышникова; ur. 29 września 1945 w Usolu Syberyjskim) – rosyjska lekkoatletka, reprezentująca Związek Radziecki, która startowała w pchnięciu kulą.

## Kariera
Pierwsze sukcesy odniosła w 1964 roku zdobywając w Warszawie dwa złote medale (w kuli i dysku) europejskich igrzysk juniorów. Trzykrotnie w karierze stawała na podium olimpijskim: w 1968 zdobyła brąz, w 1972 złoto, a w 1976 srebro. Cztery razy z rzędu (od 1966 do 1974) wygrała mistrzostwa Europy. Siedmiokrotna medalistka halowych mistrzostw Europy. Trzy razy stawała na podium uniwersjad, jej wynik z 1973 jest aktualnym rekordem tych zawodów. Kilkunastokrotna mistrzyni Związku Radzieckiego.
W latach 1968–1974 9-krotnie biła rekord świata w pchnięciu kulą. Była pierwszą kobietą, która pchnęła kulą na odległość ponad 20 m (20,09 m – Chorzów 1969) oraz ponad 21 m (21,03 m – Monachium 1972). Rekord życiowy: 21,45 (29 września 1973, Warna). 
Żona medalisty olimpijskiego Aleksandra Barysznikowa.

## Osiągnięcia
| Rok  | Impreza                       | Miejsce   | Lokata     | Wynik | Uwagi                               |
| ---- | ----------------------------- | --------- | ---------- | ----- | ----------------------------------- |
| 1964 | Europejskie igrzyska juniorów | Warszawa  | 1. miejsce | 16,60 |                                     |
| 1964 | Europejskie igrzyska juniorów | Warszawa  | 1. miejsce | 45,86 | rzut dyskiem                        |
| 1965 | Uniwersjada                   | Budapeszt | 2. miejsce | 17,27 |                                     |
| 1966 | Europejskie igrzyska halowe   | Dortmund  | 3. miejsce | 16,95 |                                     |
| 1966 | Mistrzostwa Europy            | Budapeszt | 1. miejsce | 17,22 |                                     |
| 1967 | Europejskie igrzyska halowe   | Praga     | 1. miejsce | 17,44 |                                     |
| 1967 | Półfinał pucharu Europy       | Oslo      | 1. miejsce | 17,23 |                                     |
| 1967 | Finał pucharu Europy          | Kijów     | 1. miejsce | 18,24 |                                     |
| 1968 | Europejskie igrzyska halowe   | Madryt    | 1. miejsce | 18,18 |                                     |
| 1968 | Igrzyska olimpijskie          | Meksyk    | 3. miejsce | 18,19 |                                     |
| 1969 | Mecz Polska - NRD - ZSRR      | Chorzów   | 1. miejsce | 20,09 |                                     |
| 1969 | Mistrzostwa Europy            | Ateny     | 1. miejsce | 20,43 |                                     |
| 1970 | Halowe mistrzostwa Europy     | Wiedeń    | 1. miejsce | 18,80 |                                     |
| 1970 | Półfinał pucharu Europy       | Bukareszt | 1. miejsce | 18,89 |                                     |
| 1970 | Finał pucharu Europy          | Budapeszt | 1. miejsce | 19,42 |                                     |
| 1970 | Uniwersjada                   | Turyn     | 1. miejsce | 19,51 | Lekkoatletyczne rekordy Uniwersjady |
| 1971 | Halowe mistrzostwa Europy     | Sofia     | 1. miejsce | 19,70 |                                     |
| 1971 | Mistrzostwa Europy            | Helsinki  | 1. miejsce | 20,16 |                                     |
| 1972 | Halowe mistrzostwa Europy     | Grenoble  | 1. miejsce | 19,41 |                                     |
| 1972 | Igrzyska olimpijskie          | Monachium | 1. miejsce | 21,03 |                                     |
| 1973 | Finał pucharu Europy          | Edynburg  | 1. miejsce | 20,77 |                                     |
| 1973 | Uniwersjada                   | Moskwa    | 1. miejsce | 20,82 | Lekkoatletyczne rekordy Uniwersjady |
| 1974 | Halowe mistrzostwa Europy     | Göteborg  | 2. miejsce | 20,62 |                                     |
| 1974 | Mistrzostwa Europy            | Rzym      | 1. miejsce | 20,78 |                                     |
| 1976 | Igrzyska olimpijskie          | Montreal  | 2. miejsce | 20,96 |                                     |

## Rekordy świata
| Wynik | Data             | Miejsce   | Uwagi                    |
| ----- | ---------------- | --------- | ------------------------ |
| 16,60 | 18 września 1964 | Warszawa  | rekord świata juniorów   |
| 18,67 | 28 kwietnia 1968 | Soczi     |                          |
| 19,72 | 30 maja 1969     | Moskwa    |                          |
| 20,09 | 13 lipca 1969    | Chorzów   | mecz Polska - NRD - ZSRR |
| 20,43 | 16 września 1969 | Ateny     | mistrzostwa Europy       |
| 20,63 | 19 maja 1972     | Soczi     |                          |
| 21,03 | 7 września 1972  | Monachium | igrzyska olimpijskie     |
| 21,20 | 28 sierpnia 1973 | Lwów      |                          |
| 21,45 | 29 września 1973 | Warna     |                          |